# Ladislao Errázuriz Echaurren
Ladislao Errázuriz Echaurren (Santiago, 26 de junio de 1856 - ibídem, 5 de enero de 1897) fue un agricultor y político chileno. Se desempeñó como diputado de la República desde 1885 hasta su fallecimiento en 1897.

## Familia y estudios
Nació en Santiago, el 26 de junio de 1856, hijo del expresidente Federico Errázuriz Zañartu y Eulogia Echaurren García-Huidobro. Hizo los estudios en el Instituto Nacional y en el Colegio San Ignacio de Santiago.
Se casó con Rosa Lazcano Echaurren, el 12 de octubre de 1881, con quien tuvo cuatro hijos, entre ellos Ladislao Errázuriz Lazcano.

## Trayectoria política
Fue agricultor y desde muy joven se consagró a los azares de la política como militante del Partido Liberal (PL).
En las elecciones parlamentarias de 1885, fue elegido como diputado propietario en representación de Rancagua, por el periodo legislativo 1885-1888. Durante su gestión fue primer vicepresidente, 23 de noviembre de 1886; fue reemplazante en la Comisión Permanente de Gobierno y Relaciones Exteriores; además integró la Comisión Permanente de Negocios Eclesiásticos.
En las elecciones parlamentarias de 188 fue reelecto como diputado propietario, pero esta vez por Concepción y Talcahuano, por el periodo 1888-1891; integró la Comisión Permanente de Guerra y Marina.
En las elecciones parlamentarias de 1891, obtuvo una segunda reelección, esta vez, por Illapel, Ovalle y Combarbalá, por el periodo 1891-1894. Por decreto supremo de la Junta de Gobierno, del 7 de septiembre de 1891, se convocó a elecciones de senadores, diputados, municipales y electores de presidente de la República en conformidad a las leyes de 20 de agosto y 20 de septiembre de 1890 y al Acuerdo del Senado de 13 de septiembre del mismo año, para el 18 de octubre de 1891. La ley de 28 de agosto de 1890 fijó el número de senadores y diputados que debían elegir las provincias y departamentos); continuó integrando la Comisión Permanente de Guerra y Marina.
Paralelamente, en la guerra civil de 1891 fue revolucionario apoyando al bando liberal (gobierno) y suscribió el acta de deposición del presidente José Manuel Balmaceda; se dirigió al norte y tomó parte activa en la revolución. Fue nombrado teniente coronel de ejército y se le confió el comando del batallón Lanceros N° 5. En él hizo la campaña y peleó en las batallas de Concón y Placilla. El 3 de noviembre se le concedió la absoluta separación del ejército.
Obtuvo una última reelección como diputado en representación de Illapel, Combarbalá y Ovalle, por el periodo 1894-1897. Continuó en la Comisión Permanente de Guerra y Marina.